# Ortho-Acetovanillon
ortho-Acetovanillon (2-Hydroxy-3-methoxyacetophenon) ist eine organische chemische Verbindung mit der Summenformel C9H10O3, die sich strukturell sowohl vom Acetophenon als auch vom Guajacol (o-Methoxyphenol) ableitet. Es ist ein Derivat des Acetophenons mit einer zusätzlichen Hydroxy- und einer Methoxygruppe. Es unterscheidet sich vom Acetovanillon durch die Stellung der Hydroxygruppe. Die Vorsilbe ortho- kennzeichnet hier die Position der Hydroxygruppe in Bezug zur Acetylgruppe; im Acetovanillon befinden sich diese beiden Gruppen in para-Stellung. Die Strukturanalogie entspricht der zwischen Vanillin und ortho-Vanillin.
| Struktur von ortho-Acetovanillon | Struktur von Acetovanillon |
| ortho-Acetovanillon              | Acetovanillon              |
ortho-Acetovanillon erhält man u. a. durch Isolierung aus Umsetzungsrückständen bei der Darstellung von Acetovanillon, wie auch durch Etherspaltung von 2,3-Dimethoxyacetophenon mit Aluminiumchlorid. Das Produkt bildet lange hellgelbe Nadeln, die bei 53–54 °C schmelzen.